# Yoshitoki Hōjō
Yoshitoki Hōjō (jap. 北条 義時 Hōjō Yoshitoki; ur. 1163, zm. 1 lipca 1224) – drugi z dziewięciu regentów (shikkenów) z rodu Hōjō. Umocnił pozycję swojego rodu i jego władzę nad siogunatem w Japonii. 
W 1208 r. Yoshitoki odsunął od władzy własnego ojca, Tokimasę, przejmując tytuł regenta. Władzę sprawował wraz ze swoją siostrą Masako Hōjō. Po śmierci ówczesnego sioguna (1219 r.), który został zamordowany, doprowadzili do powierzenia tej godności prawnukowi pierwszego sioguna, Yoritomo Minamoto, zapewniając sobie faktyczną władzę w państwie. Posunięcie to spotkało się jednak z niechętną reakcją dworu cesarskiego, bowiem prawo nominacji siogunów przysługiwało dotąd cesarzowi. W 1221 r. cesarz Go-Toba podjął próbę obalenia Yoshitokiego i przywrócenia cesarzowi dominującej pozycji w kraju. Yoshitoki jednak pokonał zwolenników cesarza, który wraz z synami musiał udać się na wygnanie. Jego zwolennicy zostali w większości straceni, a w pobliżu cesarskiej stolicy w Kioto ustawiono posterunki wojskowe, aby zapobiec nowemu buntowi. Cesarskie posiadłości zostały skonfiskowane i podzielone między zwolenników Yoshitokiego, który sprawował absolutną władzę aż do śmierci.